# Sint-Jobskapel (Nunhem)

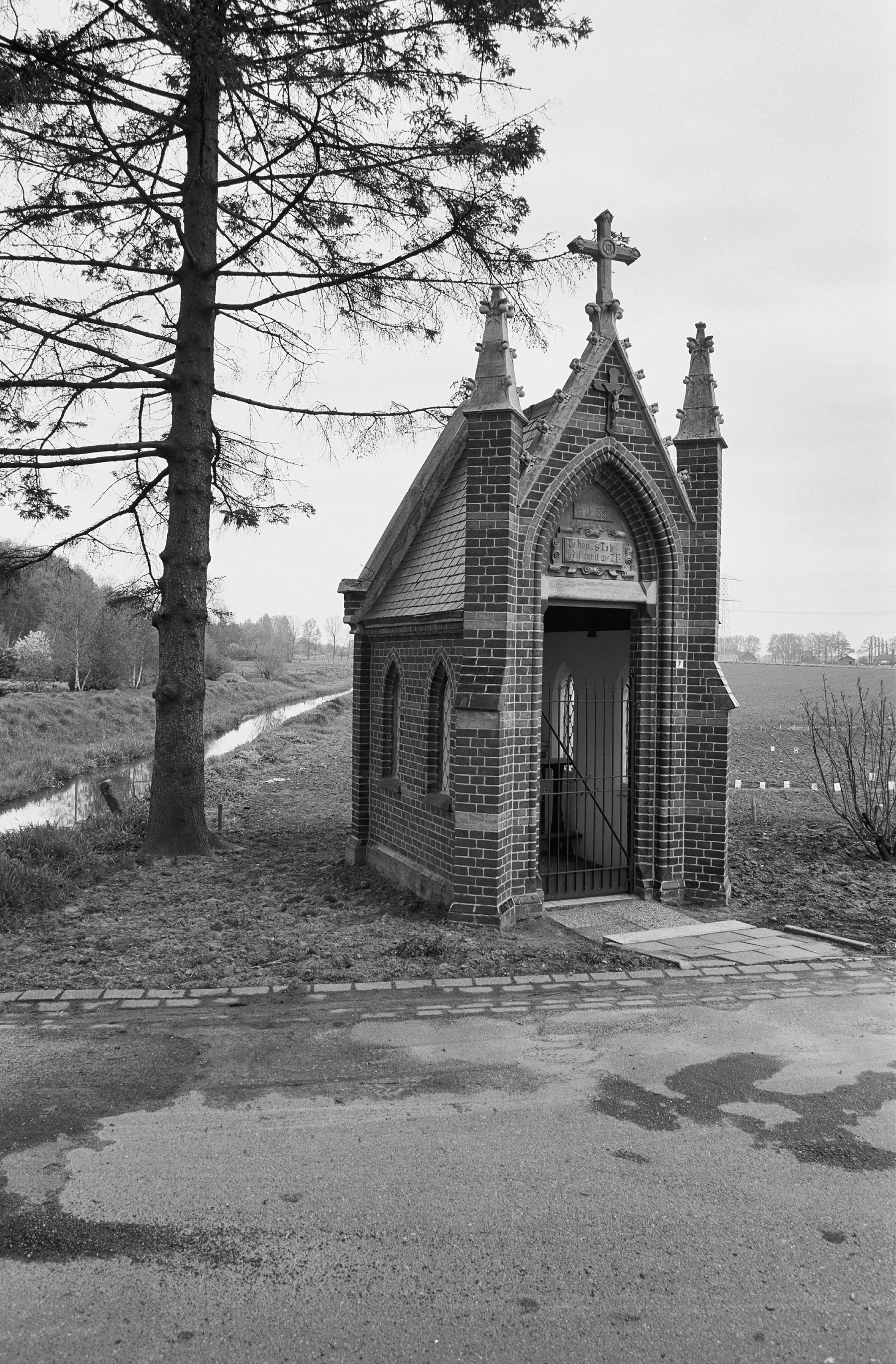
Sint-Jobskapel

De Sint-Jobskapel is een kapel in Nunhem in de Nederlandse gemeente Leudal. De kapel staat aan Servaasweg 7 aan de noordoostrand van het dorp bij een brug over de Haelense Beek.
De kapel is gewijd aan de heilige Job.

## Geschiedenis
In 1886 werd de kapel gebouwd op de plaats waar eerder een kruisbeeld stond. De stichter van de kapel, Joachim Franssen, had te maken gekregen met ernstige zweren en beloofde een kapel te bouwen als hij zou genezen. Hij genas en in zijn opdracht werd de kapel gebouwd en gewijd aan de heilige Job wegens zijn bescherming tegen zweren en steenpuisten.
In 2000 werd de kapel toegevoegd aan het rijksmonumentenregister.

## Gebouw
De neogotische kapel is opgetrokken in rode bakstenen met speklagen van gele baksteen en staat op een rechthoekig plattegrond gedekt door een zadeldak met leien. In de beide zijgevels bevinden zich elk twee spitsboogvensters met glas-in-lood. De frontgevel heeft op de hoeken overhoekse steunberen die aan de bovenzijde eindigen in natuurstenen pinakels met hogels. De frontgevel is een puntgevel met op de daklijst hogels en op de top een stenen kruis. In de frontgevel bevindt zich de spitsboogvormige toegang, afgesloten met spijlenhek, met aan de bovenzijde een timpaan met daarin een rechthoekige plaquette met de tekst A.D. 1886 en daaronder een cartouche met de tekst: (IF = initialen stichter)

In Hon. St. Iob Aedificavit Me IF(Ter ere van Sint Job bouwde IF mij)

Van binnen is de kapel wit gepleisterd met een houten spitsbooggewelf. Tegen de achterwand is het altaar gemetseld in gele en rode baksteen met aan de voorzijde drie ondiepe spitsbogen. Op een hoge sokkel staat op het altaar het witte Sint-Jobsbeeld dat de bebaarde heilige toont zittende op een mestvaalt met een ontbloot bovenlijf waarop zweren te zien zijn. Op de sokkel van het beeld staat aan de voorzijde de tekst:

De Heer heeft gegeven, De Heer heeft genomen, 's Heeren Naam zij gezegend.